# Mahalangur Himal

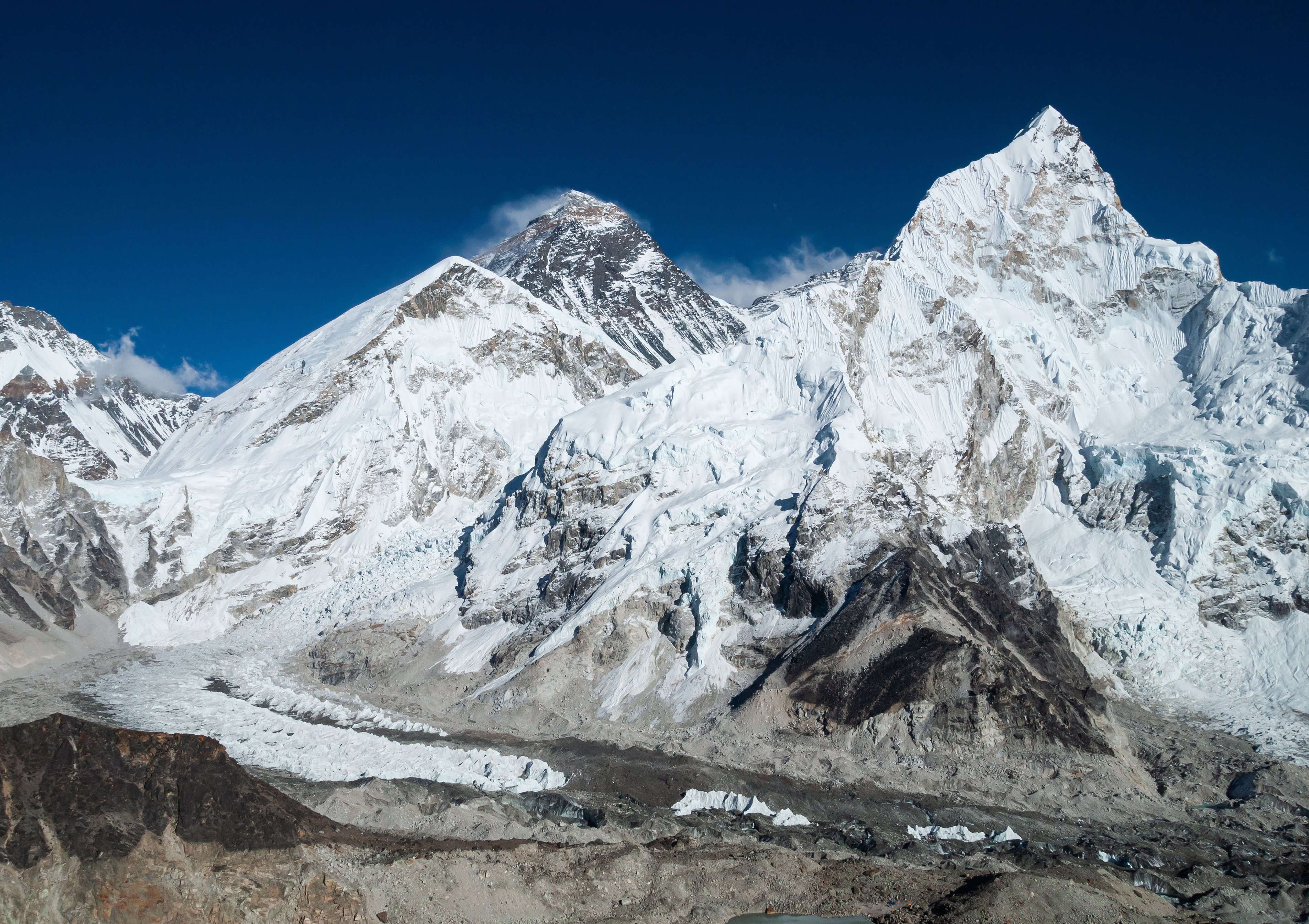
L'Everest, le Nuptse, le glacier du Khumbu et la cascade de glace du Khumbu, dans le Mahalangur Himal.

Le Mahalangur Himal est un massif montagneux de l'Himalaya qui s'étale entre la République populaire de Chine et le Népal. Il comprend quatre sommets de plus de huit mille mètres : l'Everest (8 849 m), le Lhotse (8 516 m), le Makalu (8 485 m) et le Cho Oyu (8 201 m) qui occupent respectivement les 1er, 4e, 5e et 6e rangs mondiaux en matière d'altitude. Figure également le Gyachung Kang qui, avec 7 952 m, est le premier des moins de 8 000 m.
Parmi les principaux glaciers, le glacier du Khumbu se trouve du côté du Népal et le glacier du Rongbuk du côté du Tibet.
On distingue trois groupes, ou sections :
- le Makālu, le long de la frontière népalo-chinoise où se trouvent le Makalu, le Chomo Lonzo à 7 790 m au sud de la vallée de la Kama au Tibet, le Kangchungtse (de) ou Makalu II à 7 678 m, le pic 7199, le Lixin  (7 113 m) et quelque dix autres sommets dépassant les 6 000 m ;
- le Barun, à l'intérieur du Népal et au sud du Makālu, qui comprend le Chamlang (7 319 m), le Chamlang Est (7 235 m), le pic 7316, le Baruntse (7 162 m), l'Ama Dablam (6 812 m) et environ 17 autres sommets dépassant les 6 000 mètres ;
- le Khumbu, région la plus connue puisque c'est là que se situe le col Sud, la voie d'accès principale pour atteindre le sommet de l'Everest par le versant népalais ; ce sous-massif se situe à l’ouest du Makālu et comprend l'Everest, le Lhotse, le Nuptse (7 861 m) et le Changtse (7 543 m) ; à l'ouest de l'Everest se trouvent le Cho Oyu et le Pumori (7 161 m) ainsi qu'une vingtaine d'autres sommets de plus de 7 000 mètres et 36 de plus de 6 000 mètres.

Le Nangpai Gosum (en) (7 351 m) et le Siguang Ri (en) (7 308 m) font également partie de ce massif.